# 부기맨 (2005년 영화)
《부기맨》(영어: Boogeyman)은 2005년 개봉한 미국의 초자연 공포 영화이다. 스티븐 케이가 연출하고, 에릭 크립키, 줄리엣 스노든, 스타일스 화이트가 공동 각본을 썼다. 배리 왓슨, 에밀리 데이셔넬, 스카이 매콜 바투지액 등이 출연하였다. 평단 반응은 좋지 않았지만 상업적 성공을 거둬 속편 《부기맨 2》(2008), 《부기맨 3》(2009)이 나왔다.

## 줄거리
8살 때 아버지가 전 세계 모든 벽장에 존재하는 사악한 부기맨에게 끌려간 뒤 팀은 집 안에서 벽장을 전부 빼내고, 옷은 서랍에 보관하고, 바닥에 매트리스만 깔고 자며 생활하고 있다.
여자친구 제시카네 집에서 추수감사절을 보낸 팀은 어머니의 환영을 보자마자 어머니가 돌아가셨다는 연락을 받는다. 직후 팀은 아버지가 사라진 후에 입원해 지냈던 아동 전문 정신 병원에 들렸다가 어린 소녀 환자가 살짝 벌어진 천장 달반자(dropped ceiling) 판 틈 사이 어둠을 올려다보며 몹시 겁에 질려 있는 모습을 목격한다.
옛 담당 정신과 의사의 조언에 따라 팀은 빅토리아 시대 양식으로 지어진 어린 시절 옛집에서 하룻밤을 보내기로 한다. 팀은 벽장 안에 들어갔다가 부기맨에게 잠시 공격을 당하지만 마음의 문제로 짐작하고 웃어 넘긴다.
팀은 장작 헛간에서 프래니라는 이름의 소녀를 발견한다. 프래니가 가버린 뒤 발견된 한 가방 안에서는 부기맨에게 잡혀간 실종 아동 전단지가 잔뜩 발견된다. 이를 살펴보던 팀의 주변을 피부가 새파랗게 질린 아이들 환영이 둘러쌌다가 사라진다.
겁을 먹은 팀 앞에 제시카가 나타나고, 팀은 당장 집에서 멀리 벗어나기 위해 제시카와 한 모텔로 향한다. 그러나 부기맨은 제시카를 잡아가 버린다.
제시카를 찾으려고 모텔 벽장들을 열어보던 팀은 순식간에 옛집 벽장에 당도하여 자신을 만나려고 옛집에 와있던 소꿉친구 케이트와 마주친다. 팀은 제시카를 찾기 위해 케이트와 다시 모텔로 돌아간다. 케이트는 목욕통의 핏자국을 보고 팀이 여자친구를 헤쳤을지도 모른다고 의심한다.
다시 나타난 프래니는 부기맨이 딸을 데려갔다고 주장해 광인 취급을 받았던 한 의사가 살았던 곳으로 팀을 데려간다. 부기맨 관련 낙서가 가득한 그 집에서 프래니는 자신이 바로 그 의사의 실종된 딸임을 밝힌다. 방 한가운데엔 의사가 부기맨과 대면하기 위해 벽장과 마주보는 위치에 두었던 의자가 여전히 놓여있다. 프래니는 팀에게 모든 악몽이 시작된 장소인 옛집으로 돌아가 부기맨을 제대로 직면해 끝장을 내달라고 주문한다. 그 사이 아버지가 사라진 이후로 팀을 돌봐준 외삼촌이 케이트의 연락을 받고 옛집에 찾아왔다가 부기맨에게 잡혀간다.
팀은 과거 의사가 했던 방식을 그대로 모방하기 위해 구멍이 뚫린 모든 자리와 문을 폐쇄하고, 아버지가 사라졌던 어린 시절 방의 벽장 앞에 의자를 놓은 뒤 벽장을 주시한다. 곧 벽장 문이 저절로 열리고 팀은 스스로 벽장 안으로 걸어들어간다. 부기맨은 팀이 벽장을 통해 무수한 문을 통과하게 만든 뒤 팀을 어린 시절 방에 가둔다. 그러나 팀은 부기맨이 형상을 유지하던 수단인 방 안 장난감들을 전부 부숴 반격하고, 그렇게 부기맨은 벽장 속 어둠으로 사라진다.
하지만 부기맨은 곧 어느 소녀 앞에 다시 모습을 드러낸다.

## 출연진
- 배리 왓슨 - 팀 "티머시" 젠슨 역
  - 에런 머피 - 팀 젠슨 아역
- 에밀리 데이셔넬 - 케이트 호턴 역
- 스카이 매콜 바투지액 - 프래니 로버츠 역
- 토리 머셋 - 제시카 역
- 앤드루 글러버 - 부기맨 역
- 찰스 머슈어 - 젠슨 씨 역
- 루시 롤리스 - 메리 젠슨 역
- 필 고든 - 마이크 삼촌 역
- 로빈 맬컴 - 매서슨 의사 역